# Унцилин
Унцилин (на латински: Uncelenus; на немски: Uncilin, Uncelin, † 613) е алемански херцог от 587 до 607 година.

## Управление
През 587 г. франкско-австразийският крал Хилдеберт II сваля херцог Леутфред I и упределя Унцилин за негов наследник. След смъртта на Хилдеберт II през 595 г. Унцилин е под бургундския карл Теодорих II.
Теодорих II нарежда през 605 г. (или 606) на Унцилин да накара войската да се бие против брат му Теодеберт II. Унцилин нарежда на войската да убие бургундския майордом Протадий. За отмъщение за убийството на Протадий кралица Брунхилда нарежда през 607 г. да отсекат един крак на Унцилин. Той става така неспособен да управлява като херцог.